# Tereixa Constenla
Tereixa Constelna Fontenla, nada em Arca (A Estrada) em 1968, é uma jornalista galega, correspondente en Lisboa.

## Trajectória
Começou sua trajectória profissional em 1990 no diário granadino Ideal, na delegação de Almería. Depois passou a El País, primeiro na secção social da delegação de Andaluzia e desde 2008 na secção de Cultura a nível estatal e redactora de Babelia; correspondente do jornal El País em Lisboa desde julho de 2021.

## Obra

### Galego
- Abril é un país. Os heroísmos descoñecidos da revolución dos caraveis (2024). Kalandraka, Ágora K. 360 págs. ISBN 978-8419213525.

### Castelán
- Cuaderno de urgencias (2021). Siruela Nuevos Tiempos. 212 págs. ISBN 978-84-18859-14-4 . Um livro autobiográfico escrito trás o falecemento da sua parelha Álex Bolaños.

## Reconhecimentos
- Prêmio Meridiana do Instituto Andaluz de la Mujer (IAM)
- Prêmio "José de Juan" de jornalismo 2013 convocado pela Deputação de Guadalajara pelo artigo "La biblioteca que resiste" (El País, 14 de outubro de 2012)[2]
- XXXI Prêmio Unicaja de Artículos Periodísticos pelo artigo “Leer era cosa de hombres” (El País, 10 de março de 2013)[3]